# Caravaggio (groupe)
 (novembre 2021).
Pour les articles homonymes, voir Caravaggio.
Caravaggio est un groupe français de musique électro-rock, créé par Benjamin de la Fuente et Samuel Sighicelli.

## Membres
- Bruno Chevillon : guitare basse, contrebasse, électronique
- Samuel Sighicelli : orgue Hammond, sampler, synthétiseurs Korg, Minimoog & Dave Smith, piano, Fender Rhodes
- Benjamin de la Fuente : violon, mandocaster (en), guitare ténor, guitare électrique, électronique
- Éric Échampard : percussions, batterie électronique

## Discographie
- juillet 2005 : Caravaggio
- avril 2011 : Live au Guingois
- novembre 2012 : Caravaggio # 2
- février 2017 : Turn Up
- juillet 2020 : Tempus Fugit